# Nintendo Classic Mini: Super Nintendo Entertainment System
Il Nintendo Classic Mini: Super Nintendo Entertainment System, conosciuto come Super NES Classic Edition in America e come Nintendo Classic Mini: Super Famicom in Giappone, è una replica in miniatura del Super Nintendo Entertainment System, console a 16 bit prodotta da Nintendo negli anni novanta. 
Accolta con un gran numero di preordini, uscì in America e in Europa il 29 settembre 2017, in Australia il giorno successivo e in Giappone il 5 ottobre.

## Hardware

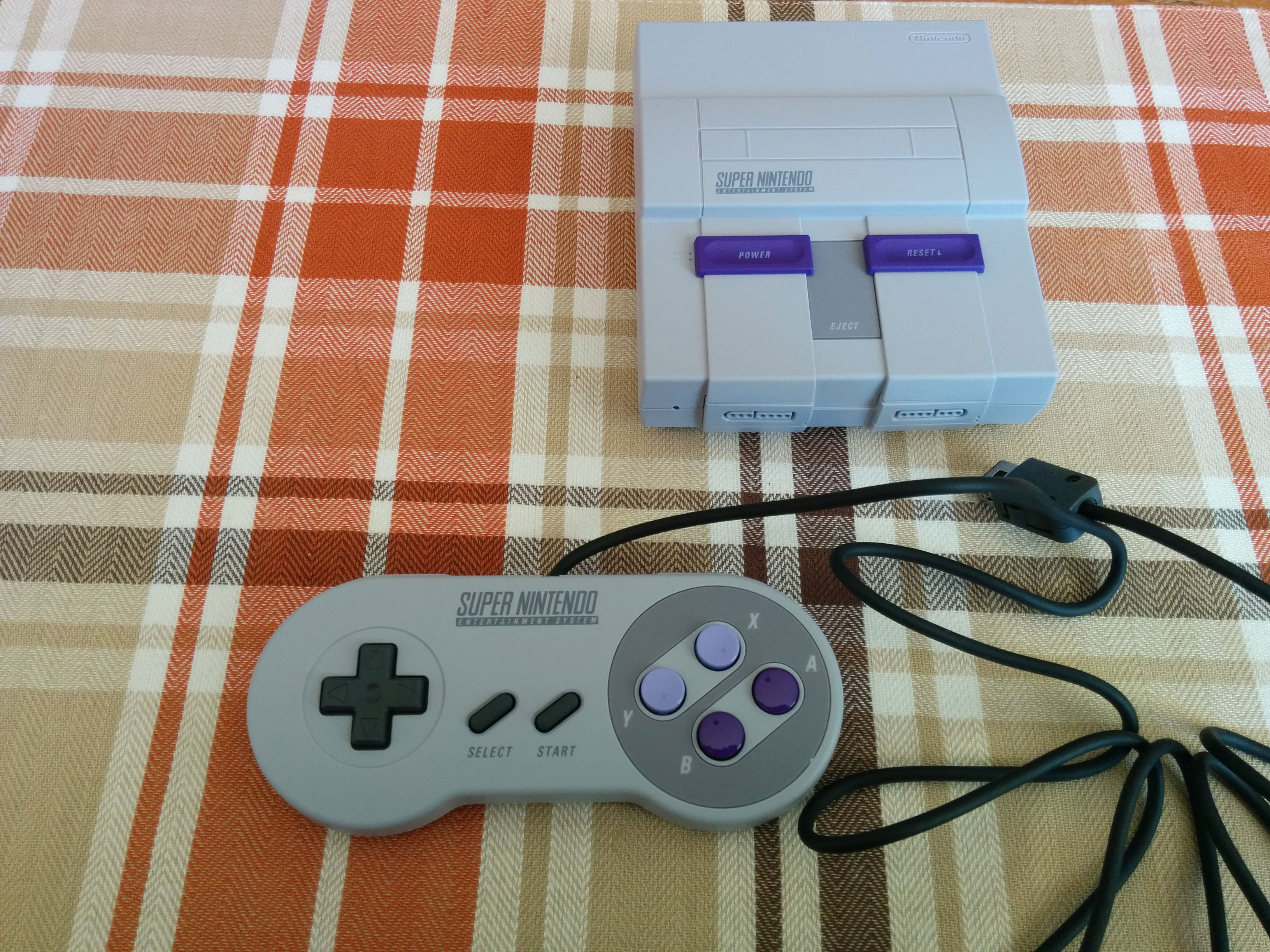
La versione americana della console.

Esistono due versioni estetiche della console a seconda del design con cui lo SNES è stato distribuito nei vari paesi: quella americana, che riproduce per ogni aspetto il design rettangolare del Super Nintendo statunitense e quella europea e giapponese, basata sul design originale del Super Famicom. Il sistema è dotato di un'uscita per il cavo HDMI, di una presa USB e di due porte per i controller, dai cavi di collegamento molto lunghi rispetto a quelli brevi del Nintendo Classic Mini: Nintendo Entertainment System, che possono essere collegati anche al Wii o al Wii U per giocare ai titoli per Virtual Console.
Le porte per i controller sono nascoste sotto uno sportellino che, quando chiuso, imita le porte della console storica. La Mini è compatibile anche con i controller Classic e Classic Pro prodotti a suo tempo per Wii.
Sul lato dell'hardware, la console fa uso della stessa tecnologia della versione mini del NES, poiché dispone anch'essa di un processore Allwinner R16, di un'unità grafica Mali-400 MP, di 512 megabyte di memoria flash e di un sistema operativo Linux. Inoltre, come nel caso della console precedente, si può scegliere tra 3 tipi di risoluzione, quali: risoluzione originale, 4:3 (720P) e quella filtro CRT (720P che simula l'effetto dei vecchi televisori a tubo catodico).
Tutti i videogiochi sono preinstallati sulla console e non modificabili; la porta per cartucce è puramente decorativa e la porta USB serve per l'alimentazione elettrica.

## Videogiochi
Nella console sono integrati 21 giochi tra quelli più famosi usciti per SNES e in più una versione completa di Star Fox 2, il sequel della serie Star Fox mai pubblicato in precedenza. Tra essi solo 16 sono inclusi in tutte le versioni internazionali, mentre i 5 rimanenti sono delle esclusive per alcuni stati. 

### Inclusi in tutte le versioni
| Titolo                                     | Anno originale | Editore originale |
| ------------------------------------------ | -------------- | ----------------- |
| Contra III: The Alien Wars                 | 1992           | Konami            |
| Donkey Kong Country                        | 1994           | Nintendo          |
| Final Fantasy VI                           | 1994           | Square Enix       |
| F-Zero                                     | 1991           | Nintendo          |
| Kirby's Fun Pak                            | 1996           | Nintendo          |
| Mega Man X                                 | 1994           | Capcom            |
| Secret of Mana                             | 1993           | Square Enix       |
| Star Fox                                   | 1993           | Nintendo          |
| Star Fox 2                                 | annullato      | Nintendo          |
| Super Ghouls 'n Ghosts                     | 1991           | Capcom            |
| Super Mario Kart                           | 1992           | Nintendo          |
| Super Mario RPG: Legend of the Seven Stars | 1996           | Nintendo          |
| Super Mario World                          | 1991           | Nintendo          |
| Super Mario World 2: Yoshi's Island        | 1995           | Nintendo          |
| Super Metroid                              | 1994           | Nintendo          |
| The Legend of Zelda: A Link to the Past    | 1992           | Nintendo          |

### Inclusi solo nelle versioni americane (NTSC) ed europee (PAL)
| Titolo                                  | Anno originale | Editore originale |
| --------------------------------------- | -------------- | ----------------- |
| EarthBound                              | 1994           | Nintendo          |
| Kirby's Dream Course                    | 1995           | Nintendo          |
| Street Fighter II Turbo: Hyper Fighting | 1993           | Capcom            |
| Super Castlevania IV                    | 1991           | Konami            |
| Super Punch-Out!!                       | 1994           | Nintendo          |

### Inclusi solo nelle versioni giapponesi[6]
| Titolo                                       | Anno originale | Editore originale   |
| -------------------------------------------- | -------------- | ------------------- |
| Fire Emblem: Mystery of the Emblem           | 1994           | Nintendo            |
| Panel de Pon                                 | 1995           | Nintendo            |
| Super Soccer                                 | 1991           | Human Entertainment |
| Super Street Fighter II: The New Challengers | 1994           | Capcom              |
| The Legend of the Mystical Ninja             | 1991           | Konami              |